# Sammanfattningsbegrepp inom fordonsbelysning
De olika lyktorna i ett fordon hanteras emellanåt genom sammanfattningsbegrepp för att förenkla.

## Bakljus

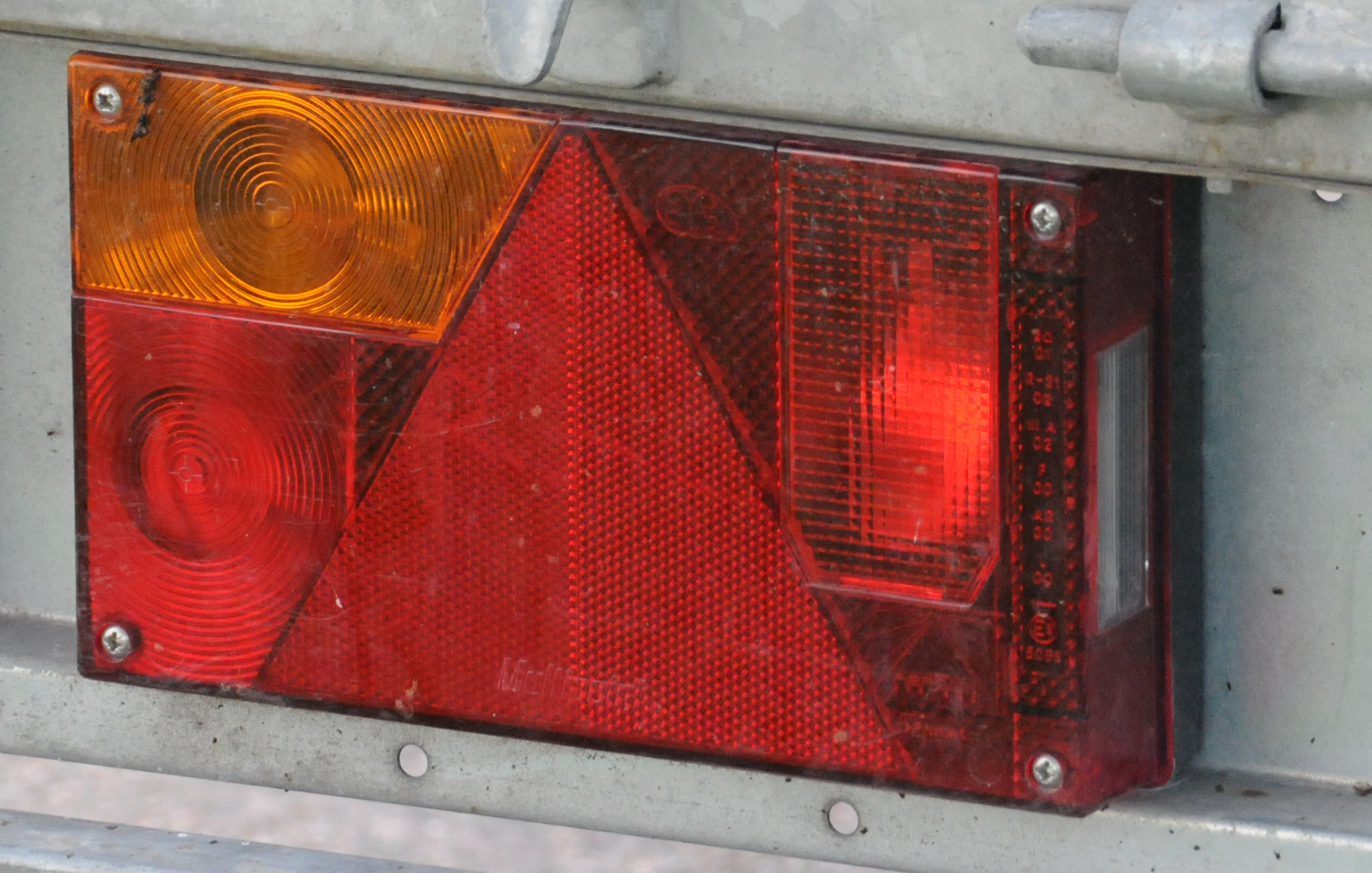
Bakljus

Baklykta är en vardagsbenämning för Positionslykta/Parkeringslykta, men avser ofta den integrerade lyktan där även Bromslykta, Körriktningsvisare och Backningsstrålkastare ingår.

## Extraljus
Lykta avsedd att förstärka befintligt helljus.
Kategoriseras i lagen som Helljusstrålkastare .
Extraljus är det allmänna handelsnamnet för lyktor med syfte att förstärka befintlig belysning. De vanligaste varianterna är:
- Kurvstrålkastare
- Fjärrstrålkastare

Användandet regleras av lokala förordningar som Trafikförordningen.
Även främre dimljus kan ibland ses som extraljus, men det gäller andra regler för dessa.

### Varianter på symboler/indikering för extraljus

1
2
3

1. Symbol för helljus
2. Symbol för extraljus (fjärrljus)
3. Symbol för högt placerade extraljus

## Huvudstrålkastare (Framlykta)
Strålkastare som avger helljus och/eller halvljus. I begreppet strålkastare för helljus ingår kurvstrålkastare och fjärrstrålkastare.
Huvudstrålkastare kallas även Framlykta, och kan ha enkel eller dubbel funktion. Enkel funktion innebär att den endast kan visa en typ av ljus medan dubbel innebär att den kan visa två typer, vanligtvis helljus och halvljus. Även lyktor som har dubbel funktion med kombinerat dimljus och fjärrljus har förekommit.
För huvudstrålkastare med dubbelfunktion:
- Lyktkategorier: CR, C/R, DCR, DC/R, HCR, HC/R

En av de mer omfattande huvudstrålkastarna återfinns på Volvo 940/960 där huvudstrålkastaren är en H4 (och har därmed dubbel funktion) och har två hjälpstrålkastare, en med fjärrljus och en med dimljus i grupperingen.

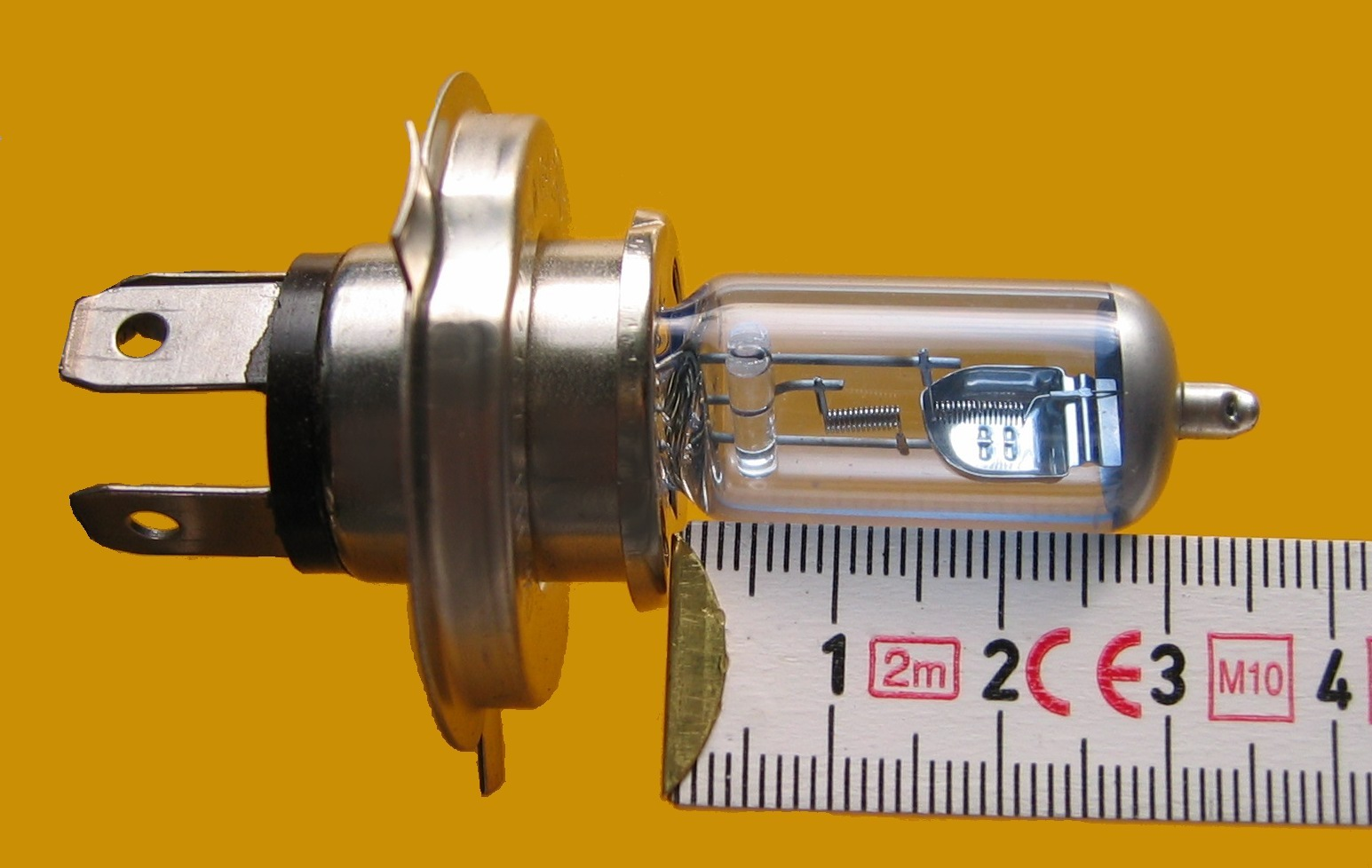
H4 Halogenglödlampa
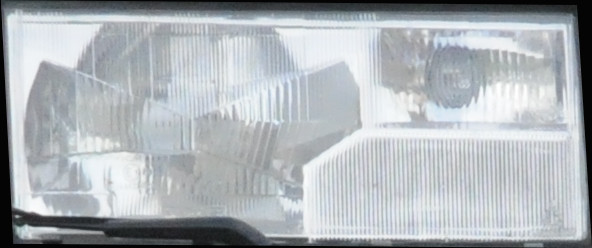
Huvudstrålkastare Volvo 940/960.

En Huvudstrålkastare kan vara kombinerad för helljus och halvljus genom att den ändrar belysning, t.ex. genom en glödlampa med dubbla trådar som i glödlampstypen H4. Ett annat alternativ är vid projektorlampa att förändra masken som formar ljusbilden med en elmotor eller spole.